# Präfektur (Frankreich)
In Frankreich ist die Präfektur (französisch préfecture) der Amtsbezirk eines Präfekten, also ein Département. Außerdem bezeichnet das Wort den Hauptort (frz. chef-lieu) eines Départements, dessen Verwaltungsbehörde sowie das Verwaltungsgebäude, das als Amtssitz dient.
Im französischen Einheitsstaat untersteht die Präfektur dem Innenministerium in Paris.
Der oberste Verwaltungsbeamte eines Départements ist der Präfekt (frz. préfet). Die darunter liegende Gliederungseinheit ist das Arrondissement, dem eine Unterpräfektur vorsteht, wenn sich in der Gemeinde (frz. commune) nicht bereits die Präfektur selbst befindet. Die Präfektur der Hauptstadt einer Region ist zugleich die Präfektur dieser Region.
Die Verwaltungseinheit der Präfektur ist eine Einrichtung, die zur Zeit des Konsulats unter Napoleon Bonaparte geschaffen wurde und bis heute Bestand hat.
Heute gibt es in Frankreich 100 Präfekturen. Eine Ausnahme bildet der Großraum Paris, wo die Polizeipräfektur für die Départements Paris (Ordnungsnummer 75), Hauts-de-Seine (92), Seine-Saint-Denis (93) und Val-de-Marne (94) zusammengefasst ist. Die zuletzt genannten drei Départements haben aber dennoch ihren Hauptort, der ebenfalls als Präfektur bezeichnet wird:
- 92 (Hauts-de-Seine): Nanterre
- 93 (Seine-Saint-Denis): Bobigny
- 94 (Val-de-Marne): Créteil

Dies zeigt sich auch bei den Stationsbezeichnungen der Métro und des RER: Nanterre-Préfecture (RER A) sowie Créteil-Préfecture (M8).